# Montferrat (Isèra)
Montferrat és un municipi francès situat al departament de la Isèra i a la regió d'Alvèrnia-Roine-Alps. L'any 2007 tenia 1.472 habitants.

## Demografia

### Població
El 2007 la població de fet de Montferrat era de 1.472 persones. Hi havia 644 famílies de les quals 205 eren unipersonals (76 homes vivint sols i 129 dones vivint soles), 216 parelles sense fills, 185 parelles amb fills i 38 famílies monoparentals amb fills.
La població ha evolucionat segons el següent gràfic:
Habitants censats

### Habitatges
El 2007 hi havia 804 habitatges, 653 eren l'habitatge principal de la família, 108 eren segones residències i 44 estaven desocupats. 609 eren cases i 117 eren apartaments. Dels 653 habitatges principals, 432 estaven ocupats pels seus propietaris, 208 estaven llogats i ocupats pels llogaters i 12 estaven cedits a títol gratuït; 10 tenien una cambra, 96 en tenien dues, 87 en tenien tres, 146 en tenien quatre i 313 en tenien cinc o més. 475 habitatges disposaven pel capbaix d'una plaça de pàrquing. A 264 habitatges hi havia un automòbil i a 319 n'hi havia dos o més.

### Piràmide de població
La piràmide de població per edats i sexe el 2009 era:
| Homes | Edats   | Dones |
| ----- | ------- | ----- |
| 0     | 95 o +  | 0     |
| 0     | 90 a 94 | 4     |
| 0     | 85 a 89 | 20    |
| 4     | 80 a 84 | 20    |
| 16    | 75 a 79 | 40    |
| 32    | 70 a 74 | 40    |
| 28    | 65 a 69 | 20    |
| 40    | 60 a 64 | 48    |
| 20    | 55 a 59 | 16    |
| 48    | 50 a 54 | 48    |
| 64    | 45 a 49 | 48    |
| 48    | 40 a 44 | 68    |
| 32    | 35 a 39 | 40    |
| 36    | 30 a 34 | 48    |
| 40    | 25 a 29 | 32    |
| 36    | 20 a 24 | 36    |
| 48    | 15 a 19 | 64    |
| 44    | 10 a 14 | 60    |
| 36    | 5 a 9   | 24    |
| 12    | 0 a 4   | 32    |

## Economia
El 2007 la població en edat de treballar era de 945 persones, 728 eren actives i 217 eren inactives. De les 728 persones actives 673 estaven ocupades (369 homes i 304 dones) i 56 estaven aturades (25 homes i 31 dones). De les 217 persones inactives 98 estaven jubilades, 50 estaven estudiant i 69 estaven classificades com a «altres inactius».

### Ingressos
El 2009 a Montferrat hi havia 660 unitats fiscals que integraven 1.518 persones, la mediana anual d'ingressos fiscals per persona era de 19.695 €.

### Activitats econòmiques
Dels 63 establiments que hi havia el 2007, 4 eren d'empreses alimentàries, 3 d'empreses de fabricació d'altres productes industrials, 11 d'empreses de construcció, 8 d'empreses de comerç i reparació d'automòbils, 10 d'empreses d'hostatgeria i restauració, 3 d'empreses d'informació i comunicació, 3 d'empreses immobiliàries, 6 d'empreses de serveis, 12 d'entitats de l'administració pública i 3 d'empreses classificades com a «altres activitats de serveis».
Dels 18 establiments de servei als particulars que hi havia el 2009, 1 era un taller de reparació d'automòbils i de material agrícola, 1 paleta, 4 guixaires pintors, 2 fusteries, 2 lampisteries, 1 electricista, 1 perruqueria, 5 restaurants i 1 saló de bellesa.
Dels 5 establiments comercials que hi havia el 2009, 1 era una botiga de menys de 120 m², 3 fleques i 1 una floristeria.
L'any 2000 a Montferrat hi havia 22 explotacions agrícoles que ocupaven un total de 689 hectàrees.

## Equipaments sanitaris i escolars
L'únic equipament sanitari que hi havia el 2009 era una farmàcia.
El 2009 hi havia una escola elemental.

## Poblacions més properes
El següent diagrama mostra les poblacions més properes.